# Послідовна гра
Послідовна гра (англ. sequential game) — поняття теорії ігор; гра, в якій кожен гравець вибирає свою дію, перш ніж інші зроблять свій хід. Важливо, що гравці, які ходять пізніше, мають інформацію про ходи попередніх гравців, щоб різниця в часі мала стратегічний ефект.
Послідовні ігри зазвичай представляються у вигляді дерева прийняття рішень, так званої екстенсивної форми уявлення, оскільки вони ілюструють послідовні аспекти гри. Це відрізняє їх від одночасних (паралельних) ігор, які зазвичай зображуються платіжною матрицею[уточнити термін].
Прикладом послідовних ігор є шахи, шашки, ґо, хрестики-нулики і т. д.
Послідовні ігри з ідеальною інформацією можна проаналізувати математично за допомогою комбінаторної теорії ігор.
Дерево ухвалення рішень — це розширена форма динамічних ігор, які надають інформацію про можливі способи проведення даної гри. Вони показують послідовність дій гравців і кількість разів, коли кожен з них може ухвалити рішення. Дерева рішень також надають інформацію про те, що знає чи не знає кожен гравець у той момент, коли він ухвалює рішення про дію, яку потрібно виконати. Виплати для кожного гравця надаються у вузлах дерева рішень. Широкі представлення форм були введені Нейманом і далі розвинені Куном у перші роки теорії ігор між 1910–1930 роками.
Ігри можуть бути суворо детермінованими та детермінованими. Суворо визначена гра має лише один індивідуально раціональний профіль виграшу в «чистому» сенсі. Детермінована гра може мати лише один індивідуально раціональний профіль виграшу в змішаному сенсі.
У послідовних іграх з повною інформацією ідеальну рівновагу в підгрі можна знайти шляхом зворотної індукції.